# Ходіння по муках (фільм, 1977)
Про однойменний радянський художній фільм в трьох частинах див. Ходіння по муках (фільм, 1959)
«Ходіння по муках» (рос. «Хождение по мукам») — радянський багатосерійний драматичний військово-історичний телевізійний художній фільм 1977 року, знятий режисером Василем Ординським за однойменною трилогією радянського письменника Олексія Миколайовича Толстого. Фільм знятий на кіностудії «Мосфільм».
Прем'єра фільму відбулася 18—19 (1—3 серії), 22—25 (4—7 серії), 27, 29 жовтня — 1 листопада (8—11 серії) та 5—7 листопада (12—13 серії) 1977 року, напередодні святкування 60-річчя Великої Жовтневої соціалістичної революції 7 листопада 1977 року.

## Сюжет
Фільм розповідає про долю двох сестер Булавіних (Дарини і Катерини) і їх коханих (інженера, пізніше командира Червоної армії Івана Тєлєгіна і офіцера Вадима Рощина) в роки напередодні Першої світової війни, під час неї, в роки Великої Жовтневої соціалістичної революції і Громадянської війни, про неминучі жорстокості класової боротьби, породжених зіткненням протилежних ідей червоного і білого руху.

## Список серій
- 1-а серія — «Сестри»
- 2-а серія — «Вибір»
- 3-а серія — «Війна»
- 4-а серія — «Четверо»
- 5-а серія — «Розлом»
- 6-а серія — «Тєлєгін»
- 7-а серія — «Катя»
- 8-а серія — «Даша»
- 9-а серія — «Рощин»
- 10-а серія — «Полуніч»
- 11-а серія — «Очікування»
- 12-а серія — «Зарево»
- 13-а серія — «Похмурий ранок»

## У ролях
- Юрій Соломін —  Іван Ілліч Тєлєгін
- Ірина Алфьорова —  Дар’я Дмитрівна Булавіна-Тєлєгіна
- Світлана Пєнкіна —  Катерина Дмитрівна Булавіна-Смоковникова-Рощина
- Михайло Ножкин —  Вадим Петрович Рощин
- В'ячеслав Єзепов —  Микола Іванович Смоковников
- Михайло Козаков —  Олексій Олексійович Бессонов
- Анатолій Кацинський —  Михайло Іванович, актор
- Олександр Пашутін —  Семен Семенович Говядін
- Інна Гула —  Єлизавета Київна Расторгуєва
- Валерій Погорельцев —  Олександр Іванович Жиров
- Лаймонас Норейка —  старий-француз з «грудною жабою»  (озвучує Олександр Бєлявський)
- Володимир Комратов —  полковник
- Георгій Бурков —  Сергій Сергійович Сапожков
- Олександр Лазарев —  поручик Жадов
- Сергій Никоненко —  Семен Красильников
- Віра Коміссарова —  дама в жалобі
- Микола Єременко —  Василь Рубльов
- Роман Хомятов —  інженер Струков
- Петро Любешкін —  старий Рубльов
- Лев Дуров —  підполковник Тьотькін
- Анатолій Борисов —  дідок у вагоні
- Юрій Каюров —   В. І. Ленін
- Микола Афанасьєв —  Дмитро Степанович Булавін
- Володимир Гостюхін —  Олексій Красильников
- Андрій Юренєв —  Никанор Юрійович Кулічек (Іван Свищев)
- Тетяна Распутіна —  Софочка, дружина Тьотькіна
- Євген Казаков —  генерал Корнілов
- Микола Горлов —  Григорий Распутін
- Юрій Цвєтов —  цар Микола II
- Валерій Зотов —  Квашин
- Олександр Павлов —  Гимза
- Олександр Чернов —  комполк Соколовський
- Михайло Голубович —  командарм  Сорокін
- Микола Засухін —  Бєляков
- Віталій Безруков —  Латугін
- Юрій Ніколаєв —  моряк Костянтин Шаригін
- Світлана Тормахова —  Анісья
- Семен Морозов —  Мішка Соломін
- Олександр Савостьянов —  Валер'ян Онолі
- Лідія Федосеєва-Шукшина —  Мотря Красильникова
- Олексій Криченков —   Махно
- В'ячеслав Говалло —   Каретник
- Євген Бикадоров —  Митрофан
- Вернер Тітце (ГДР) —  ландштурміст
- Георгій Светлані —  староста Афанасій Афанасійович
- Ролан Биков —  Кузьма Кузьмич
- Георгій Шахет —  людина зі шпилькою-черепом  (Борис Савинков)
- Сергій Яковлєв —   Мамонт Дальський
- Алла Богіна —  мати Вадима Рощина
- Володимир Акімов —  батько Вадима Рощина
- Юрій Горобець —  генерал  Денікін
- Георгій Соколов —  генерал  Марков
- Олександр Філіппенко —  білий офіцер Василь Теплов
- Еммануїл Левін —  фон Мекке
- Євген Лазарев —  князь  Лобанов-Ростовський
- Валерій Єрьомичев —  генерал  Романовський
- Валентин Перкин —  генерал  Дроздовський
- Володимир Ферапонтов —  генерал  Кутєпов
- Костянтин Григор'єв —  матрос Чугай
- Володимир Богін —  Іван Гора
- Анна Каменкова —  Агрипина
- Віктор Волков —  Петро Миколайович Мельшин
- Микола Пеньков —   Льова Задов
- Зіновій Гердт —  Леон Чорний, анархіст
- Готліб Ронінсон —  перукар в Катеринославі
- Любов Чиркова-Черняєва —  Маруся
- Микола Сморчков —  Мошкін
- Петро Тимофєєв —   Будьонний
- Михайло Владимиров —  комісар Чесноков
- Володимир Козел —  генерал  Каледін
- Ігор Дмитрієв —   О. Ф. Керенський
- Борис Клюєв —  князь Бєльський
- Володимир Піцек —  боцман
- Геннадій Воропаєв — епізод
- Станіслав Міхін —  епізод
- Віктор Борцов —  фельдшер на пароплаві
- Олександр Шворін —  мосьє Жано
- Віллор Кузнецов —  Буров
- Юрій Мочалов —  анархіст в ресторані
- Володимир Уан-Зо-Лі —  гравець на пилі  (1 серія) та  шаблековтач  (4 серія «Четверо»)
- Клавдія Хабарова —  секретар  (5 серія «Розлом»)
- Сергій Присєлков —  робітник на мітингу  (8 серія «Даша»)
- Валентина Ананьїна — господиня з пасками
- Валерій Афанасьєв —  офіцер  (4 серія «Четверо») (немає в титрах)
- Леонід Євтіф'єв —  працівник російського посольства в Парижі  (3 серія «Війна»)
- Ганна Варпаховська — Ладникова
- Галина Самохіна — мати Марусі

## Знімальна група
- Режисер — Василь Ординський
- Сценаристи — Василь Ординський, Олег Стукалов-Погодін
- Оператор — Микола Васильков
- Композитор — Юрій Буцко
- Художники — Юрій Кладієнко, Абрам Фрейдін